# FV103 Spartan
FV103 Spartan je britský obrněný transportér patřící do rodiny vozidel CVR(T) z produkce firmy Alvis. Vozidlo vstoupilo do služby v Britské armádě v roce 1978.
Spartan je uzpůsoben pro přepravu dvoučlenné posádky a pěti pasažérů. Menší kapacita znamená, že je častěji využíván k přepravě specializovaných týmů (např. protiletadlových, ženijních) než řadové pěchoty. Vozidlo je vyzbrojeno jedním kulometem GPMG ráže 7,62 mm na kupoli velitele vozidla, s možností ovládání zevnitř.
Na základě vozidla byl vyvinut raketový stíhač tanků FV120 Spartan MCT vybavený odpalovacím zařízením protitankových řízených střel MILAN.

## Uživatelé
- Belgie
  - Belgické pozemní síly (dříve)
- Botswana
- Irák
- Jordánsko
  - Jordánská armáda
- Lotyšsko

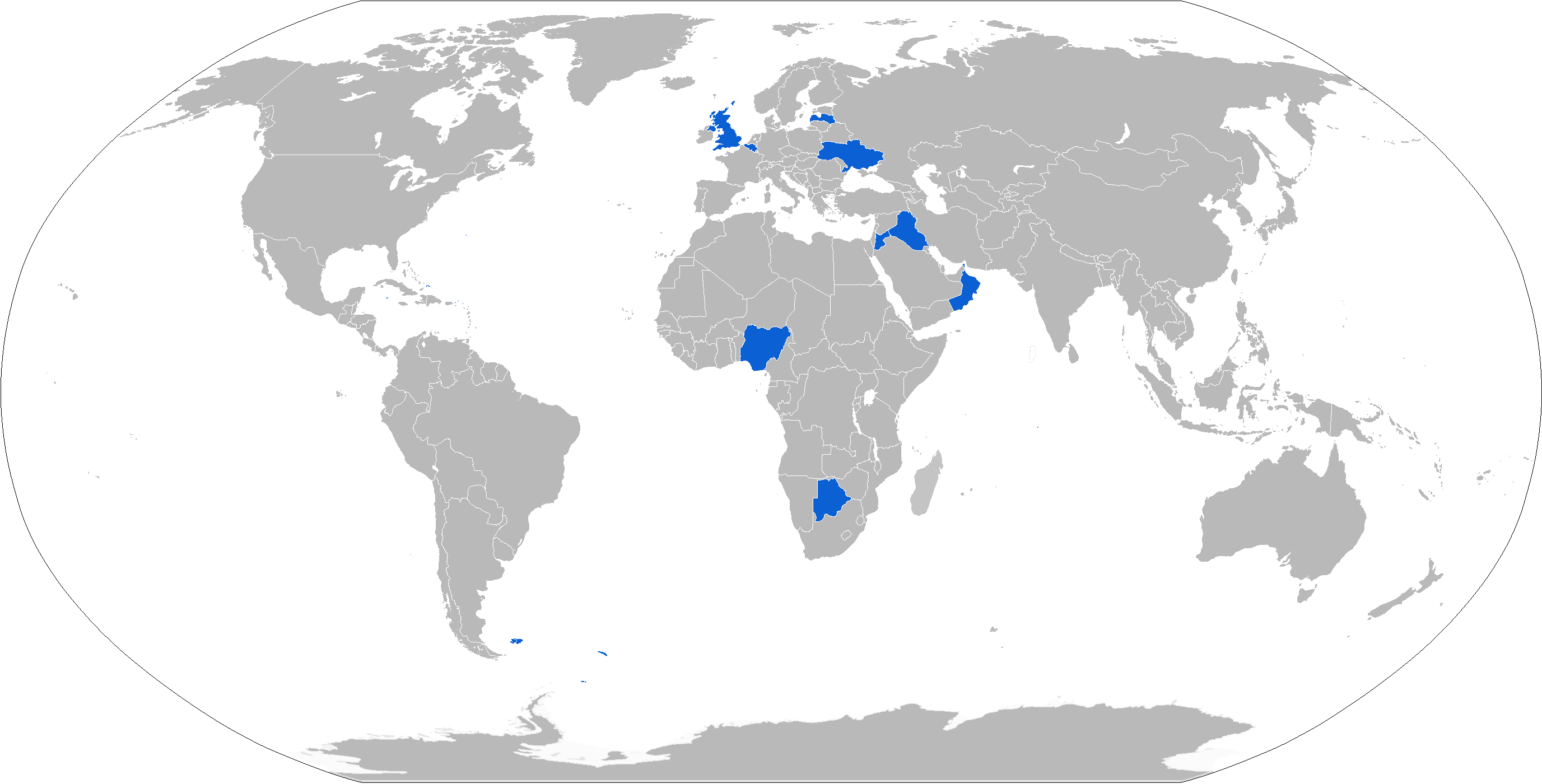
Přehled uživatelů

  - Lotyšské pozemní síly – zakoupeny v roce 2014 spolu s dalšími vozidly rodiny CVR(T)[3]
- Nigérie
- Omán
- Spojené království
  - Britská armáda – postupně nahrazován vozidly rodiny ASCOD
  - Royal Air Force (1980–1995)
- Ukrajina
  - Ukrajinské pozemní síly – v červnu 2022 získáno 35 kusů[4] Dle nezávislého webu Oryx ztratila Ukrajina za ruské invaze na Ukrajinu k září 2024 dle volně dostupné fotodokumentace nejméně 13 Spartanů, další dva byly poškozeny a dva zajaty Rusy.[5]